# موريس روز
موريس روز (بالإنجليزية: Maurice Rose) (و. 1899 – 1945 م) هو ضابط، من الولايات المتحدة الأمريكية، ولد في ميدلتاون، ويحمل رتبة عسكرية major general، توفي في بادربورن، عن عمر يناهز 46 عاماً.

## التعليم
تعلم في Officer Candidate School (United States Army) ‏، وكلية القيادة والأركان العامة للجيش الأمريكي ‏، وUnited States Army Cavalry School ‏، وUnited States Army Infantry School ‏، وDwight D. Eisenhower School for National Security and Resource Strategy ‏.

## الخدمة العسكرية
خدم في القوات البرية للولايات المتحدة.

## القيادات
تولى قيادة:
- 3rd Armored Division.

## جوائز
حصل على جوائز منها:
- صليب الحرب 1914-1918 (فرنسا)
- صليب الحرب 1939-1945 (فرنسا)
- Croix de guerre (Belgium) [الإنجليزية]‏
- ميدالية النجمة البرونزية
- وسام الاستحقاق الأمريكي برتبة فيلق
- وسام القلب الأرجواني
- ستار سيلفر
- وسام جوقة الشرف
- صليب الخدمة المتميزة (الولايات المتحدة)
- Distinguished Service Medal (United States of America)  [لغات أخرى]‏
- وسام الاستحقاق.